# Кочинян, Ованес Джумшудович
Ованес Джумшудович Кочинян (арм. Հովհաննես Ջումշուդի Քոչինյան, 10 мая 1955, Кохб, Ноемберянский район) — армянский партийный, государственный и политический деятель, брат Генрика Кочиняна.
- 1977 — окончил Армянский государственный педагогический институт им. Х. Абовяна. Педагог-историк. Кандидат исторических наук.
- 1977—1978 — учитель в сельской школе Туманянского района.
- 1978 — инструктор Туманянского райкома КПСС.
- 1979—1981 — секретарь райкома ВЛКСМ Туманянского района.
- 1981—1984 — председатель спортивного комитета Туманянского района.
- 1984—1986 — начальник отдела пропаганды, а в 1986—1988 — пропаганды и агитации Туманянского райкома КПСС.
- 1988—1991 — первый секретарь Туманянского райкома КПСС.
- 1991—1994 — начальник отдела налоговой инспекции Туманянского района.
- 1994—1997 — директор пивного завода в Алаверди.
- 1997—1999 — начальник отдела организации работ транспорта Армении.
- 1999—2003 — избран депутатом парламента. Член постоянной комиссии по государственно-правовым вопросам. Член «РПА».